# Пропедевтика
Пропеде́втика (дав.-гр. προπαιδεύω — «попередньо навчаю», «готую») — скорочений виклад будь-якої науки в систематизованому вигляді, тобто підготовчий, вступний курс до будь-якої науки, що передує глибшому і детальнішому вивченню відповідної дисципліни.

## Філософія
Філософська пропедевтика — це попередній цикл лекцій, що ознайомлює студентів (читачів) з особливостями філософії як навчальної дисципліни; підготовка до творчого засвоєння тем філософського курсу і до самостійного вивчення філософії. Завдання філософської пропедевтики — підготувати студентів (слухачів, читачів) до переходу від рівня їхнього повсякденного світогляду до рівня світогляду теоретичного, від світогляду стихійного — до світогляду усвідомленого, від світогляду, що утримується на вірі, — до світогляду доказового, який опирається на розум.
У філософській традиції до Канта пропедевтикою часто називали загальний курс арістотелівської логіки, який передував вивченню конкретних наук як спеціальних галузей знання. Як філософську пропедевтику Кант запропонував розглядати свою трансцендентальну філософію (в строгому сенсі — трансцендентальну логіку), що досліджує джерела і межі чистого розуму. Гегель, своєю чергою, значення пропедевтики приписував діалектичній логіці, предметом якої виступає мислення як таке.